# Chivres-en-Laonnois
Chivres-en-Laonnois es una comuna francesa situada en el departamento de Aisne, en la región de Alta Francia.

## Demografía
| 364 | 329 | 320 | 305 | 321 | 339 | 346 | 374 | 345 |
| Para los censos de 1962 a 1999 la población legal corresponde a la población sin duplicidades (Fuente: INSEE [Consultar]) |     |     |     |     |     |     |     |     |